# Mustela africana
Mustela africana (cunoscută ca nevăstuica amazoniană sau nevăstuica tropicală) este o specie de nevăstuică nativă Americii de Sud. Acesta a fost identificată pentru prima dată printr-un exemplar dintr-un muzeu etichetat ca provenind din Africa, de unde și denumirea științifică.

## Descriere
Cea mai mare dintre cele trei specii de nevăstuici sud-americane, nevăstuica de Amazon masoară între 43-52 cm lungime, cu o coadă între 16-21 cm lungime. Au o formă a corpului tipică nevăstuicilor, cu un  trunchi lung și subțire și cu picioare scurte. Au blana scurtă, care variază de la roșcat la maro închis pe partea superioară a corpului, și este portocaliu-pal-cafeniu pe pîntece.

## Distribuție și habitat
Nevăstuicile de Amazon trăiesc în bazinul Amazonului, în nordul Braziliei și în Peru și Ecuador (partea estică). Cu toate acestea, raza lor de răspândire nu este cunoscută, ele extindându-se probabil și în sudul Columbiei, Venezuelei și în Guyane, precum și în nordul Boliviei. Regiunea este acoperită de păduri tropicale, și în timp ce  preferințele de habitat sunt necunoscute, nevăstuica a fost în mare parte găsită în apropierea râurilor.
Două subspecii sunt recunoscute:
- M. o. africana (nord-estul Braziliei)
- M. o. stolzmanni (nord-vestul Braziliei, Peru, Ecuador)

## Biologia și comportamentul
Nevăstuica amazoniană este rar întâlnită și se cunosc foarte puține despre obiceiurile sale. Ele se hrănesc cu rozătoare și alte mamifere mici, și au fost observate construindu-și vizuini în trunchiurile goale ale copacilor. Acestea au fost găsite de la nivelul mării până la 1,250 m și s-a raportat că înoată în râuri sau estuare, uneori departe de țărm.